# Abdurrahmán Abdi Arnaut
Abdurrahmán Abdi Arnaut pasa (oszmán-törökül: ارناود عبد الرحمن عبدي باشا, mai török nyelven: Arnavut Abdurrahman Abdi Paşa; 1616 – Buda, 1686. szeptember 2.) albán származású oszmán hadvezér, a Budai vilajet utolsó helytartója.

## Pályafutása
1667-ben lépett be az oszmán hadsereghez. Részt vett a velenceiek elleni kandiai háborúban Krétán. A velenceiek által sikeresen alkalmazott ellenaknákkal történő harcról szerzett komoly tapasztalatokat, amikor az ostromló aknászokkal szemben fúrnak vájatot, és megpróbálják őket a védők még a falak elérése előtt felrobbantani. Ezt a tudását Buda ostrománál is használta.
1669-ben aga (parancsnok) lett. 1673-ban kinevezik Bagdad kormányzójának, 1676-tól Egyiptomot irányítja, 1680-tól a Boszniai vilajet kormányzója. Buda helytartója lett 1682-ben, a török hódoltság 1684-ben került fennhatósága alá.
Ebben az évben alakult meg a Szent Liga azzal a céllal, hogy kiűzzék a törököket Magyarországról, amit 145 éve uralmuk alatt tartottak. Kezdetben XI. Ince pápa anyagi támogatásával a német-római császár, a lengyel király, és a velenceiek összesen 80 ezer katonát küldtek Magyarországra. A hadsereg főleg szász, bajor, brandenburgi és svéd csapatokból állt, de olasz, angol, francia és spanyol katonák mellett 15 ezer magyar katona is segítette a nemzetközi haderőt. A harci szövetséget V. Károly lotaringiai herceg, II. Miksa Emánuel bajor választófejedelem és Savoyai Jenő herceg vezették, akik a korszak legelismertebb hadvezéreinek számítottak.
1686 júniusában a keresztény haderő ostromot hirdetett Buda ellen. A várban volt elég élelem, víz és lőpor, de a tüzérség és a védművek elavultak voltak. A védősereg létszáma 12-15 ezer oszmán katonából állt. Korábban az oszmán hadvezetés ígért egy 50 ezer fős felmentősereget, de az erősítés nem érkezett meg az ostrom kezdetéig.

## Halála

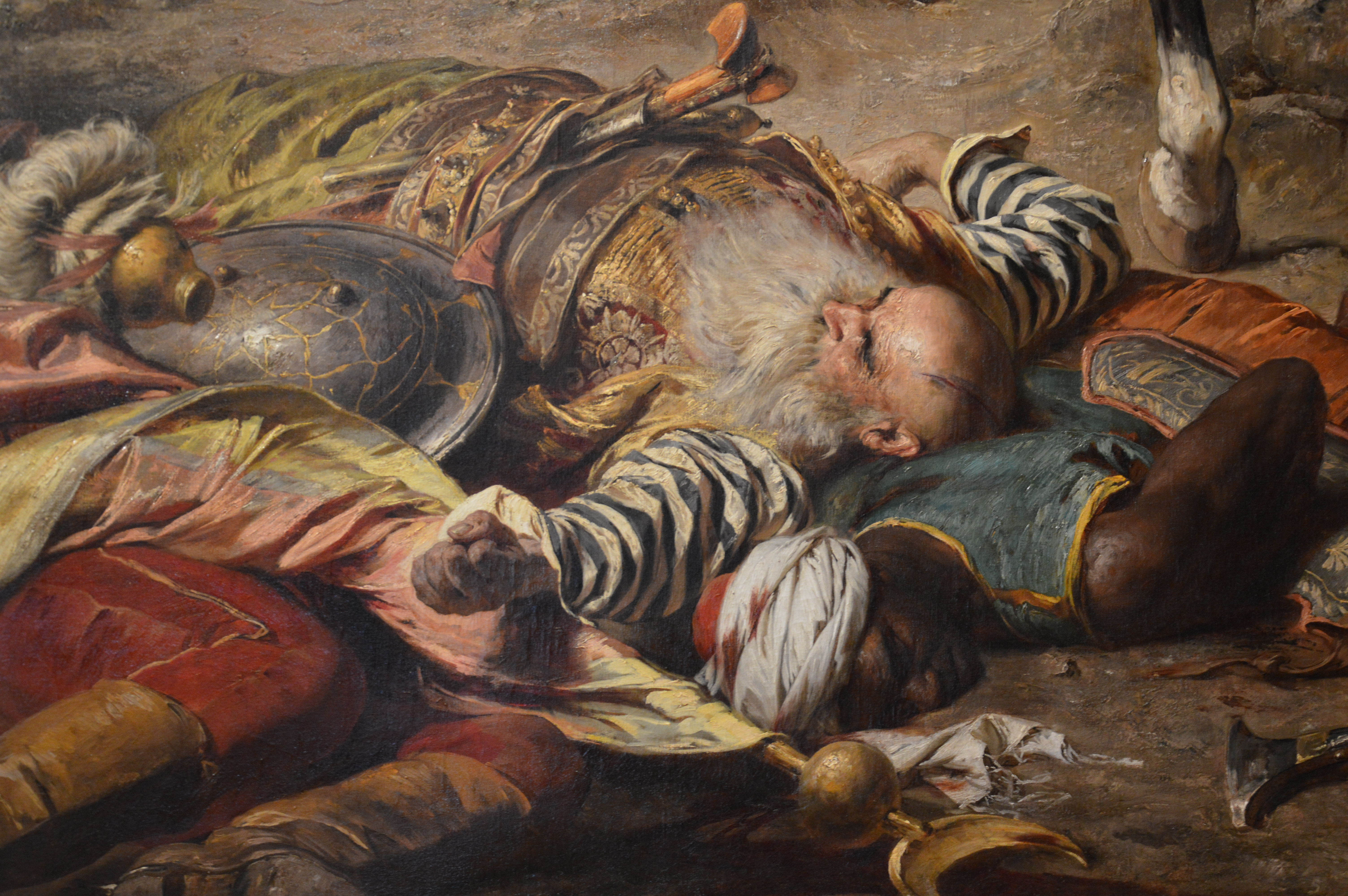
Abdurrahmán Abdi Arnaut halála, részlet Benczúr Gyula történelmi festményéből

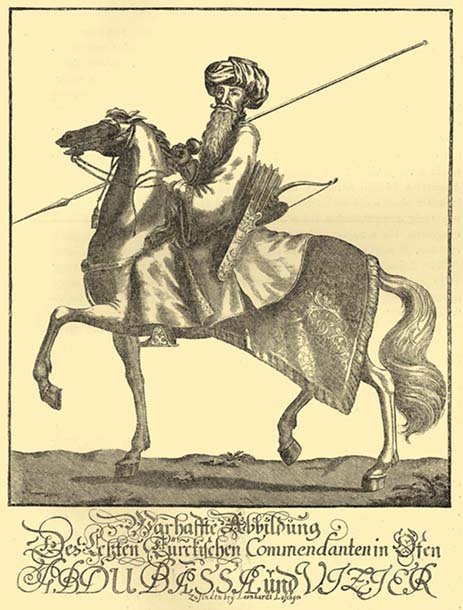
Abdi pasa, egykorú metszet

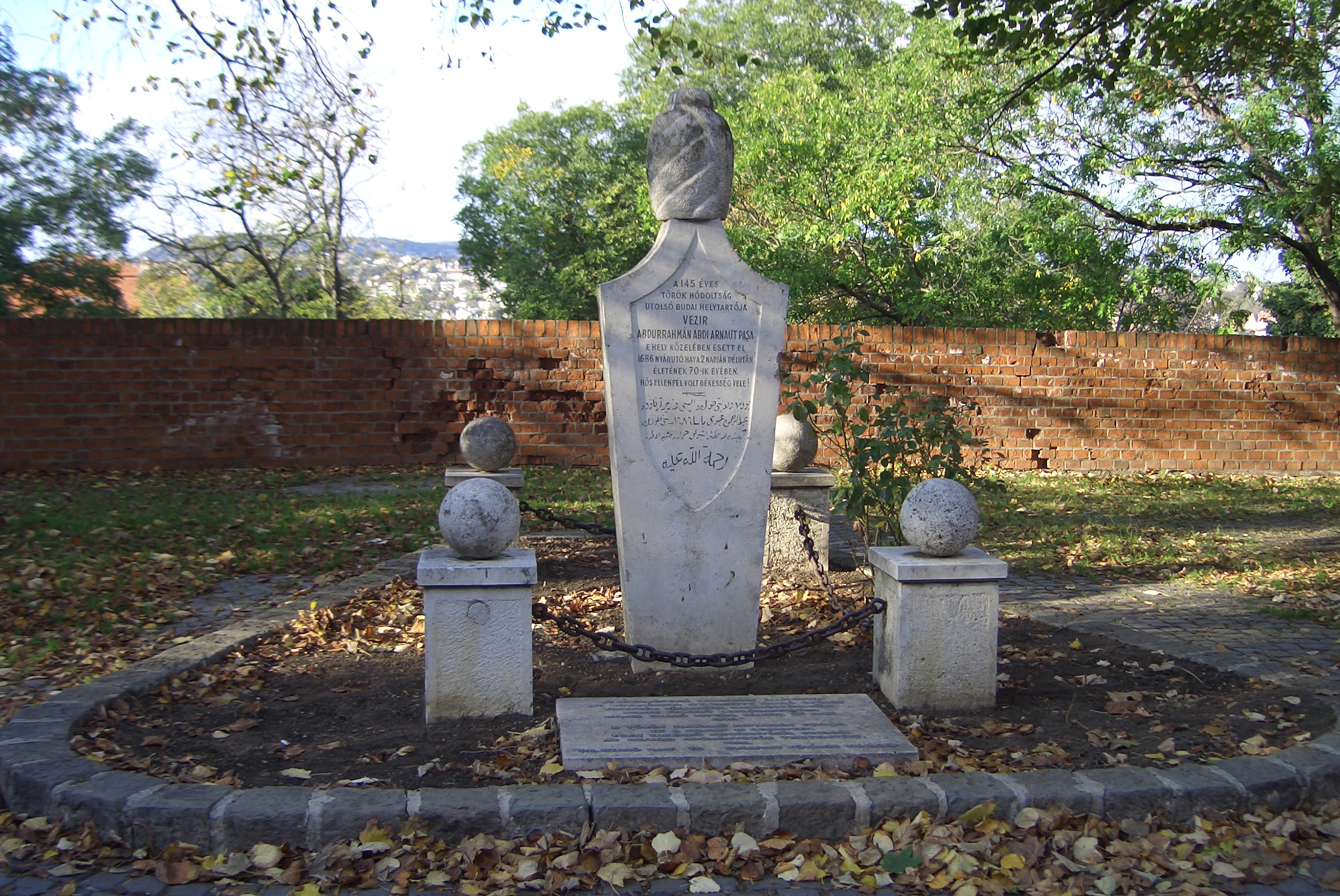
Abdurrahmán pasa emlékműve a várban

Szari Szulejmán nagyvezír felmentő serege megérkezett ugyan Buda közelébe, de általános felmentő támadást nem mert intézni, félve attól, hogy nyílt csatában megsemmisítik őket a keresztény csapatok, ahogy Bécs alatt is katasztrofális vereséget szenvedtek. Abdurrahmán ellenben hősiesen kitartott, ügyes stratéga és tapasztalt harcos lévén minden keresztény rohamot visszavert és több sikeres kirohanást intézett, de hiába húzta el az ostromot, az idő nem neki kedvezett, mert Szulejmán vezír tétlen maradt. Két hónapnyi bombázás, és számos sikertelen támadás után szeptember elején a város romhalmazzá vált. A lőporraktár felrobbant, súlyos károkat és másfélezer ember halálát okozva a várban. A végjátékra csak három ezer oszmán katona maradt életben, de Abdurrahmán továbbra sem adta meg magát.
A nagyvezír súlytalan támadásokat intézett a keresztény ostromgyűrű ellen, s lényegében tétlenül nézte, ahogy elfoglalják a várat. Két nagyvezír erői csak két esetben kísérelték meg a várba való közvetlen bejutást. Az első alkalommal egy kb. ezerötszáz fős könnyűlovas alakulatot küldtek előre utánpótlással, de ezek mind egy szálig ott vesztek a támadásban. Második alkalommal néhány ezer janicsárt küldtek a várba erősítés gyanánt, de csak 500-nak sikerült élve bejutni a romos erősségbe.
Végül az utolsó általános keresztény roham vezetett eredményre. Abdi pasa az első vonalakban harcolva életét vesztette. Kijelentette, hogy inkább meghal, ha nem tudja megvédeni a rá bízott várat. A Habsburg Birodalom katonái áttörték a vár északi falát, véget vetve Budán a 145 évnyi török uralomnak. Abdurrahmán hősi halála ellenfelei mély csodálatát is kivívta.
Korabeli történetírók szerint az oszmán parancsnok, Buda utolsó vezíre az Anjou bástya közelében, félúton a mai Hadtörténeti Múzeum és a Bécsi kapu között halt meg, itt emeltek neki emlékművet Szabó György leszármazottai 1932 szeptemberében. Szabó György a felszabadító hadsereg katonája volt, és szintén azon a helyen lelte halálát szeptember 2-án. Abdurrahmán Abdi Arnaut pasa síremlékén három felirat található, magyarul, oszmán-törökül, és jelenkori török nyelven emlékeznek meg a pasáról:
„A 145 éves török hódoltság utolsó budai helytartója vezir Abdurrahmán Abdi Arnaut pasa e hely közelében esett el 1686 nyárutó hava 2 napján délután életének 70-ik évében. Hős ellenfél volt békesség vele!”
„145 yıllık Türk egemenliğinin son Buda valisi Abdurrahman Abdı Arnavut paşa bu yerin yakınında 1686 eylül ayının 2. günü öğleden sonra yaşamının 70. yılında maktul düştü. Kahraman düşmandı, rahat uyusun!”

## Alakja szépirodalomban
- 1859: Jókai Mór: Az utolsó budai basa, történelmi elbeszélés
- 1963: Az utolsó budai basa, magyar tévéfilm, Jókai elbeszélése alapján, Mamcserov Frigyes rendezésében
- 1999: Darvasi László: "A könnymutatványosok legendája" című regényében megjelenik alakja, a regényre jellemző szürreális/mágikus közegben.